# Robert Schwentke
Robert Schwentke (sinh năm 1968) là một đạo diễn phim được biết đến với bộ phim Tattoo và Flightplan.

## Cuộc đời và sự nghiệp
Schwentke được sinh ra tại Stuttgart, Đức. Ông tốt nghiệp trường điện ảnh Columbia College Hollywood (CCH) ở Los Angeles vào năm 1992.
Ông đã đảm nhận vai trò đạo diễn cho hai bộ phim điện ảnh của Đức, bộ phim rùng rợn Tattoo, và phim hài Eierdiebe nói về một người đàn ông bị mắc bệnh ung thư tinh hoàn. Schwentke cũng là đạo diễn của The Time Traveler's Wife, một bộ phim năm 2009 được chuyển thể từ cuốn tiểu thuyết bán chạy cùng tên, với sự tham gia của hai diễn viên Eric Bana và Rachel McAdams.
Năm 2008, Summit Entertainment lựa chọn chuyển thể Red, một tiểu thuyết hoạt họa rùng rợn năm 2003 của tác giả Warren Ellis và họa sĩ Cully Hamner, thành một bộ phim điện ảnh. Schwentke làm đạo diễn cho bộ phim này từ phần kịch bản của Erich và Jon Hoeber, với phần sản xuất do Lorenzo di Bonaventura và Mark Vahradian từ Transformers đảm nhiệm. Việc quay phim bắt đầu từ tháng 1 năm 2010 tại Toronto và Louisiana với sự tham gia của diễn viên Bruce Willis và Morgan Freeman.
Schwentke là đạo diễn của phim hành động-hài tội phạm Đồn cảnh sát ma, dựa trên cuốn truyện tranh Rest in Peace Department của Peter M. Lenkov. Phim có sự xuất hiện của Ryan Reynolds trong vai Nick Walker và Jeff Bridges trong vai Roycephus Pulsipher. Đồn cảnh sát ma được công chiếu vào ngày 19 tháng 7 năm 2013 tại Hoa Kỳ bởi Universal Pictures. Anh cũng là đạo diễn của Những kẻ nổi loạn, phần tiếp nối của Dị biệt, công chiếu vào ngày 20 tháng 3 năm 2015, và Phần 1 của Allegiant – Những kẻ trung kiên, tập phim hai phần cuối cùng của loạt phim, với phần kịch bản của Noah Oppenheim.

## Danh sách phim
- Tattoo (2002) – biên kịch/đạo diễn
- Eierdiebe (2003) – biên kịch/đạo diễn
- Flightplan (2005) – đạo diễn
- The Time Traveler's Wife (2009) – đạo diễn
- Red (2010) – đạo diễn
- Đồn cảnh sát ma (2013) – đạo diễn
- Những kẻ nổi loạn (2015) – đạo diễn
- The Divergent Series: Allegiant — Part 1 (2016) – đạo diễn